# نورا نافاس
نورا نافاس (بالإسبانية: Nora Navas)‏ هي ممثلة إسبانية، ولدت في 1975 ببرشلونة في إسبانيا.

## وصلات خارجية
- نورا نافاس على موقع IMDb (الإنجليزية)
- نورا نافاس على موقع روتن توميتوز (الإنجليزية)
- نورا نافاس على موقع تيرنر كلاسيك موفيز (الإنجليزية)
- نورا نافاس على موقع أول موفي (الإنجليزية)
- نورا نافاس على موقع قاعدة بيانات الفيلم (الإنجليزية)